# Цирик, Зиновий Исаакович
Зиновий Исаакович Цирик (20 января 1924, Харьков — 16 июля 2011, там же) — советский украинский спортсмен, шашечный композитор, тренер, судья и журналист.
Гроссмейстер СССР (русские шашки) и международный мастер (международные шашки), мастер спорта СССР по шашечной композиции. Шестикратный чемпион СССР по русским шашкам 1951, 1955, 1958—1960, 1964 (рекорд чемпионатов).
Заслуженный тренер УССР. Судья всесоюзной категории по шашкам. Спортивный журналист.
Воевал на фронтах Великой Отечественной войны. 
В 1954 году окончил Харьковский юридический институт.
Зиновию Исааковичу Цирику 31 января 1999 года присвоено почетное звание действительного члена (Академика) Академии Шахматного и Шашечного Искусства (Санкт-Петербург, Россия).

## Спортивные достижения

### Русские шашки
Зиновий Исаакович Цирик — шестикратный чемпион СССР, обладатель серебряной, двух бронзовых медалей чемпионатов СССР, участник 11 чемпионатов СССР по русским шашкам среди мужчин в личном зачёте, 5-кратный победитель на первой доске в командных чемпионатах СССР, чемпион ВЦСПС, чемпион ЦС ДСО «Наука», 4-кратный чемпион Украины, чемпион Харькова.

### Международные шашки
Обладатель серебряной, двух бронзовых медалей чемпионатов СССР, призёр международного турнира (Киев, 1960), чемпион ЦС ДСО «Буревестник», победитель Первого Всесоюзного показательного и Украинского тренировочного турниров, чемпион Харькова.

## Шашечная композиция
Победитель Всесоюзного конкурса составления этюдов, проведенного Одесским областным шахматно-шашечным клубом профсоюзов (1965), двукратный победитель Всесоюзных конкурсов (1969, 1970).
Автор свыше 200 этюдов и концовок.
Первый этюд начинающего харьковского составителя появился в прессе, когда ему не было ещё 12 лет. В автобиографии Зиновий Исаакович Цирик вспоминает, как все начиналось:
 Меня покорила красота этюдов и задач. Любовь к шашечному эндшпилю, этюду усилилась после того, как я прослушал цикл лекций В. А. Сокова об окончаниях. Я не пропускал ни одного номера газеты «64» или «Шахіст». Этюды, комбинации, задачи решал везде — дома, по дороге в школу, а иногда, что греха таить, и на уроках. В конкурсе решений газеты «Шахіст» получил первый в своей жизни приз — карманные шашки, с которыми не расставался и на фронте. А вскоре составил свой первый этюд. Он был опубликован в газете «Шахіст». Приятен был интерес, проявленный прессой. «Зиновій Цирік — учень 5 класу 44 школи м. Харкова. Йому лише 12 років, але він уже не молодий, як шашкіст. Він не просто давно грае в шашки, він глибоко знае теорію гри. Особливо любить этюди. Рідко який этюд чи кінцівку він не розв’яже, а останнім часом сам складае этюди i досить вдало, що говорить, про безперечний талант юнака». Вот уже больше 65 лет (!) храню я эту газетную вырезку.[…] Многолетний опыт убедил меня, что преимущественное внимание следует уделять конечной стадии партии. Дебюты можно выучить, эндшпиль надо глубоко понимать. Я не играю за доской, но по-прежнему составляю этюды, концовки, комбинации. Идеи для композиции черпаю из практической игры, анализов, тренировочных партий.

## Великая Отечественная война
Был призван в 1942 году, направлен на учёбу в Рязанское артиллерийское училище, окончил с отличием. В звании лейтенанта направлен на фронт, где командует взводом управления артбатареи. Зиновий Исаакович вспоминал:
Рязанское артиллерийское училище, которое базировалось в Талгаре, в 25 км от Алма-Аты, я окончил с отличием, и в звании лейтенанта прибыл на 2 Украинский фронт, где служил в должности командира взвода управления 192-й ТГАБр РГК (тяжелой гаубичной артиллерийской бригады резерва Главного Командования). В войну было, конечно, не до шашек. И все же со мной всегда была одна из самых замечательных шашечных книг — «100 шашечных этюдов» Н. А. Кукуева.

## Начало пути
Автобиография
 Я рано научился играть в шашки. Решающим обстоятельством здесь явилось окружение. С удовольствием играли в шашки мои родители и старший брат Эрик. Мы учились в одной школе с Володей Могилевичем — одним из наиболее талантливых шашистов, с которым мне довелось встречаться. В первом официальном соревновании, первенстве шашечного кружка при Доме Красной Армии, я занял первое место. Мне не было ещё и 10 лет.
     
Запомнился приезд в Харьков чемпиона СССР И. В. Тимковского в 1935 году. Каждый, желавший сыграть с ним в сеансе одновременной игры, приходил со своими шашками. Я ликовал, когда сильнейший шашист страны предложил мне ничью.
Из кружка В. П. Шаца я перешел под опеку опытных И. С. Галактионова и Ю. А. Шмидта.

В 16 лет в финале первенства родного города выполнил норматив кандидата в мастера. Предвоенный 1940 год закончился для меня участием в первенстве УССР в Киеве, где до звания мастера мне не хватило пол-очка. Заветную мечту пришлось отложить надолго: война ворвалась в жизнь каждой семьи, я не был исключением. 

## Ученики
Зиновий Исаакович Цирик продолжал и развивал традиции шашечной школы Харькова. В течение 37 лет проработал тренером областных советов ДСО «Наука», «Буревестник» и «Авангард». Им воспитано около 50 мастеров спорта, сотни кандидатов в мастера и перворазрядников.
Среди его учеников — четырёхкратная чемпионка мира международный гроссмейстер О.Левина-Сухаревская, второй призёр чемпионата мира международный гроссмейстер Сергей Бойко, чемпион СССР и США международный гроссмейстер А. Могилянский, неоднократный чемпион Украины международный мастер Л.Ципес, чемпион Украины мастер спорта Л.Слободской, чемпион Украины мастер спорта Р.Суплин, чемпион Украины мастер спорта Александр Развалинов, чемпионка СССР мастер спорта М.Фрейдзон, победительница Кубка СССР мастер спорта Лидия Ильясова, мастера спорта по шашечной композиции И.Кобцев, А.Уваров, А.Шапиро, С.Устьянов и др.

## Журналистика
Вел шашечный отдел в газете «Соціалістична Харківщина» («Слобідський край») (с 1954 по 1992 гг.), «Вечерний Харьков», где он публиковал свои шашечные материалы с момента основания газеты (1969 г.) в течение 27 лет в газете «Ладья».

## Рекорды и достижения
- Единственный шестикратный чемпион СССР по шашкам.
- В соревнованиях самого высокого ранга в течение 10 лет (с 1954 по 1963 года) он не проиграл ни одной партии, занимая каждый раз лишь первые места[6][2].
- Первый получивший звание гроссмейстера по шашкам (1961).
- Единственный, кто выигрывал чемпионат СССР как игрок и как композитор.